# خرفخانه‌های کوه سلیمان
خرفخانه‌های کوه سلیمان مربوط به دوره اشکانیان - دوره ساسانیان است و در شهرستان خرم بید، بخش مشهد مرغاب، جاده قدیم مشهد مرغاب به پاسارگاد، ۱ کیلومتری غرب دشت احمد بیگی، برارتفاعات کوه سلیمان واقع شده و این اثر در تاریخ ۲۶ اسفند ۱۳۸۶ با شمارهٔ ثبت ۲۱۸۹۶ به‌عنوان یکی از آثار ملی ایران به ثبت رسیده است.